# 퍼듀 대학교 노스웨스트

## 개요
퍼듀 대학교는 퍼블릭아이비에 포함되는 최상위권 명문 주립대학교 중 하나로, 미국에서 10위안에 손꼽히는 공대와 약대로 유명한 인디애나 주의 대표 대학교이다. 전미랭킹 60위권의 명문 주립대학교로 5개의 캠퍼스에 6만 8000여명의 재학생을 두고 있다. 또한 공과대학은 8위, 경영대학은 19위로 평가되고 있다. 닐 암스트롱을 포함한 수많은 우주인과, 에드워드 퍼셀을 포함한 수많은 노벨 수상자를 배출 하였고, UPS나 텍사스 인스트루먼츠 등 많은 대기업의 CEO들을 배출하였다. 퍼듀 대학교는 인문과학, 교육대, 경영대, 정보 대학, 간호학 등의 학부가 설치되어 있다.
60여 개국이상 출신의 국제학생들이 퍼듀 대학교에 다니고 있으며 국제학생의 비율은 전체 학생의 7.9%이다. 재학생들의 비율은 백인이 70%, 흑인이 12.3%, 기타 0.3%, 라틴 아메리카인 14.8%, 동양인 2.5%이다. 2개의 기숙사를 제공하고 있으며 교직원은 총 1,577명으로 교수 한 명당 학생비율은 17:1이다. 또한 미술부, 학생자치회, 연극부, 댄스부, 불어클럽 밴드부, 학생신문사, TV/Radio 방송국, 합창부, 남학생 클럽, 여학생 클럽 외 85여개의 클럽활동을 참여할 수 있다.

## 학문 분야
퍼듀 대학교 노스웨스트는 크게 4개 학부로 구성된다.
- 공학, 수학 & 과학대학 (College of Engineering, Mathematics & Science)
- 교양 & 사회 과학대학 (College of Liberal Arts & Social Sciences)
- 간호대학 (College of Nursing)
- 정보 대학 (College of Technology)

## 재학생 구성
2017-2018 학년도 PNW 등록 재학생 수는 9,835 명이었다. 그 중 :
- 91 % 학부생 및  9 % 대학원생
- 65 % 풀타임 학생 및  35 % 파트타임 학생
- 56 % 여성 , 44 %남성
- 60 % 백인, 17 % 히스패닉 / 라티노, 9 % 아프리카계 미국인, 7 % 국제, 2 % 아시아, 5 % 기타 / 지정되지 않음

## 스포츠 활동
약 12개의 스포츠 종목에서 약 200명의 학생들이 정식 선수로 활동하고 있다. 특히 등록된 학생의 63%는 GPA가 3.0이다. 모든 선수들은 평균 성적이 3.09이다. 남학생들이 참가할 수 있는 스포츠 클럽활동은 야구, 농구, 거리 경주(Cross Country), 골프, 축구, 테니스이며여학생들이 참가할 수 있는 스포츠는 소프트볼, 농구, 거리 경주(Cross Country), 배구, 축구, 테니스가 있다.

## 캠퍼스
퍼듀 대학교 노스웨스트의 캠퍼스는 해먼드 캠퍼스와 웨스트빌 캠퍼스로 나뉜다. 해먼드 캠퍼스는 167에이커에 이르며 시카고 시내에서 25마일 (40.2 km) 정도 떨어진 거리에 위치해있다. 웨스트빌 캠퍼스는 268에이커에 이르며 세 개의 건물과 수의 응급 시설로 이루어져 있다.

## 기숙사
- Peregrine Hall - 2인실 또는 4인실로 구성된 Unit으로 2명이서 1개의 화장실을 사용한다. 방은 각자 사용하며 거실과 부엌은 공동으로 사용한다. 이 기숙사는 체육관과 가깝기 때문에 보통 운동 선수 학생들과 고학년의 학생들이 사용을 하며, 컴퓨터실과 빨래를 할 수 있는 세탁방이 있다. 기숙사는 오직 신입생에게만 배정된다. 기숙사 총 인원은 350명에서 400명 정도이며 기숙사는 1년 계약을 기본으로 한다. 여름방학 때도 기숙사를 살고 싶은 학생은 추가적인 기숙사 비용을 납부 하면 내면 방학기간에도 기숙사에서 살 수 있다.
- Griffin Hall - Peregrine Hall에 비하여 새로 건축된 건물로 이 기숙사는 보통 신입생들과 2학년들이 많이 사용하는 건물이다. 남녀혼용 기숙사로 같은 층에 남학생 여학생 방이 같이 배치가 되어 있다. 2인실과 4인실이 있는 unit이며, 2명이서 한 개의 화장실을 같이 사용한다. 방은 각자 사용하며 거실과 부엌은 공동으로 사용한다. 컴퓨터실과 빨래를 할 수 있는 세탁방이 있으며 기숙사 총 인원은 350명에서 400명 정도 된다. 기숙사는 1년 계약을 기본으로 하며, 여름방학 때도 기숙사를 살고 싶은 학생은 추가적인 기숙사 비용을 납부 하면 내면 방학기간에도 기숙사에서 살 수 있다.

## 학생 생활

### 인디아나폴리스 미술관 (Indianapolis Museum of Art)
인디아나폴리스 미술관은 총 3층으로 이루어져 있고, 각 Section 별로 주제 혹은 화풍을 달리한 그림들을 전시해 놓고 있다. 건물 밖으로 나오면 레스토랑과 Lilly House가 있다. 주차와 관람은 무료이다.

### 인디아나폴리스 아동 박물관 (Children's Museum of Indianapolis)
세계에서 가장 큰 아동 박물관 중 하나이다. 시네돔 (CineDome), 암벽등반, 첨단 회전목마, 우주여행관 등으로 구성되어 있다.

### 인디애나 모터 스피드웨이 명예의 전당 (Indianapolis Motor Speedway Museum)
세계에서 가장 규모가 크고 다양한 자동차 박물관의 하나로 레이싱, 클래식, 구식자동차 등이 전시되어 있다.

### 인디애나폴리스 동물원 (Indianapolis Zoo)
인디애나주에서 가장 큰 수족관과 세계에서 두 번째로 큰 돌고래 갤러리가 있다. 약 3000마리 이상의 동물이 있다.

## 지리
인디애나 주는 북쪽으로는 미시건 호와 맞닿아 있고, 동쪽으로 오하이오주, 남쪽으로 켄터키주, 서쪽으로 일리노이주와 경계를 이루고 있다. 미국 50개 주 중에서는 38번 째 주이며, 인구의 약 85% 이상이 잉글랜드나 아일랜드, 독일에서 온 이민자들의 후손들로, 백인이 절대적으로 많다. 기온은 연 평균 14~21 °C, 연 평균강수량 1,270mm으로 온난하다. 시카고로부터 남동쪽으로 차로 약 30분가량 (22마일) 떨어진 곳에 위치해 있으며 가까운 도시 및 마을로는 Calumet City, East Chicago, Gary, Munster 등이 있다. 인디애나 주에는 의료 및 보건업계 기업이 12,000개 이상이며 대표기업으로는 전미 대학 체육 협회 (National Collegiate Athletic Association)가 있다.

## 교통

### 항공
- 시카고 오헤어 국제공항
- 시카고 미드웨이 국제공항

### 버스
버스를 이용할 시 시카고 오헤어 국제 공항에서 학교까지 약 1시간이 소요된다. 해먼드 버스 정류장에서 학교차량이 학생들을 픽업하며 학교까지 5분이 걸린다.
- 메가버스 - 주요 관광지에 승/하차 지점이 있고, 인디애나폴리스까지 세 곳의 승/하차 지점은 Indianapolis City Market, Circle Center Mall, Indianapolis Motor Speedway이다.
- 벌링턴 트레일웨이즈 - 중, 서부지역 전역에서 제공되는 버스이며 인디애나폴리스에 승/하차 지점이 있다.

## 저명한 동문
스포츠 중계방송 ESPN의 데이터 및 정보 부사장인 Krish Dasgupta, 아마존의 지적 재산부의 부사장인 Scott Hayden과 Xmplifi의 창시자이자 CEO인 Scott Gola 등이 있다.